# Rabobank Continental Team/2007
Samenstelling van het Rabobank Continental Team in 2007:
| Naam                  | Geboortedatum | Nationaliteit |
| --------------------- | ------------- | ------------- |
| Bart Aernouts         | 23-06-1982    | België        |
| Lars Boom             | 30-12-1985    | Nederland     |
| Arjen de Baat         | 02-10-1986    | Nederland     |
| Gerben de Knegt       | 11-12-1975    | Nederland     |
| Thomas Berkhout       | 22-11-1984    | Nederland     |
| Thom van Dulmen       | 03-03-1985    | Nederland     |
| Jos van Emden         | 18-02-1985    | Nederland     |
| Richard Groenendaal   | 13-07-1971    | Nederland     |
| Martijn Keizer        | 25-03-1988    | Nederland     |
| Steven Kruijswijk     | 07-06-1987    | Nederland     |
| Tom Leezer            | 26-12-1985    | Nederland     |
| Martijn Maaskant      | 27-07-1983    | Nederland     |
| Bauke Mollema         | 26-11-1986    | Nederland     |
| Sven Nys              | 17-06-1976    | België        |
| Jevgeni Popov         | 18-09-1984    | Rusland       |
| Thomas Rabou          | 12-12-1983    | Nederland     |
| Rob Ruijgh            | 12-11-1986    | Nederland     |
| Tom Veelers           | 14-09-1984    | Nederland     |
| Coen Vermeltfoort     | 11-04-1988    | Nederland     |
| Dennis van Winden     | 02-12-1987    | Nederland     |
| Ricardo van der Velde | 19-02-1987    | Nederland     |
| Boy van Poppel        | 18-01-1988    | Nederland     |